# Pales javana
Pales javana là một loài ruồi trong họ Tachinidae.